# Apidet Janngam
Apidet Janngam (thailändisch อภิเดช จันทร์งาม, * 10. März 2002) ist ein thailändischer Fußballspieler.

## Karriere

### Verein
Apidet Janngam steht seit 2020 bei Buriram United unter Vertrag. Der Verein aus Buriram spielte in der höchsten thailändischen Liga, der Thai League. 2020 kam er bei Buriram nicht zum Einsatz. Ende Dezember 2020 wurde er an den Uthai Thani FC ausgeliehen. Der Verein aus Uthai Thani spielte in der zweiten Liga, der Thai League 2. Sein Zweitligadebüt gab er am 7. Februar 2020 im Heimspiel gegen den Lampang FC. Hier wurde er in der 86. Minute für Airfan Doloh eingewechselt. Nach der Ausleihe kehrte er im Mai 2021 nach Buriram zurück. Die Hinrunde der Saison 2021/22 wurde er an den in der Western Region der dritten Liga spielenden Angthong FC ausgeliehen. Für den Klub aus Ang Thong bestritt er fünf Drittligaspiele. Ende November 2021, nach Vertragsende in Buriram, wechselte er zum Drittligisten Prime Bangkok FC. Bei dem Verein aus der Hauptstadt Bangkok spielte er bis Mitte 2023 in der Bangkok Metropolitan Region.  Für Bangkok absolvierte er 35 Ligaspiele. Im Sommer 2023 nahm ihn der Erstligist Port FC unter Vertrag. Eine Woche nach Vertragsunterschrift bei Port wechselte er auf Leihbasis zum Drittligisten Muang Loei United FC. Mit dem Verein aus Loei spielte er 22-mal in der North/Eastern Region der Liga. Hierbei erzielte er neun Treffer. Nach einer Spielzeit wechselte er im Juli 2024 ebenfalls auf Leihbasis zum Erstligaabsteiger Police Tero FC. Hier bestritt er 15 Ligaspiele. Sein ehemaliger Verein Muang Loei United lieh ihn zu Beginn der Saison 2025/26 aus.

### Nationalmannschaft
Apidet Janngam spielte 2018 einmal in der thailändischen U16-Nationalmannschaft. Mit dem Team nahm er an der U16-Asienmeisterschaft in Malaysia teil.